# Vasco de la Zarza
Vasco de la Zarza (mort a Àvila el 1524) va ser un escultor renaixentista espanyol. La seva activitat està documentada entre 1508 i 1524, i va treballar sobretot per a la catedral d'Àvila i convents de la mateixa ciutat, encara que va realitzar també obres a Toledo, Ampudia (Palència) i Olmedo.

## Biografia
Sembla que va néixer a Toledo, encara que d'altres l'han considerat d'origen portuguès. És esmentat per primera vegada el 1499, quan se li encarrega la talla del sagrari del retaule major de la catedral d'Àvila, que cobra el 1508. La seva obra presenta influències de Domenico Fancelli. Es creu que va poder haver realitzat un viatge a Itàlia a la seva joventut, el que l'hauria possibilitat entrar en contacte amb l'art renaixentista italià.

## Obra escultòrica
A Àvila: 

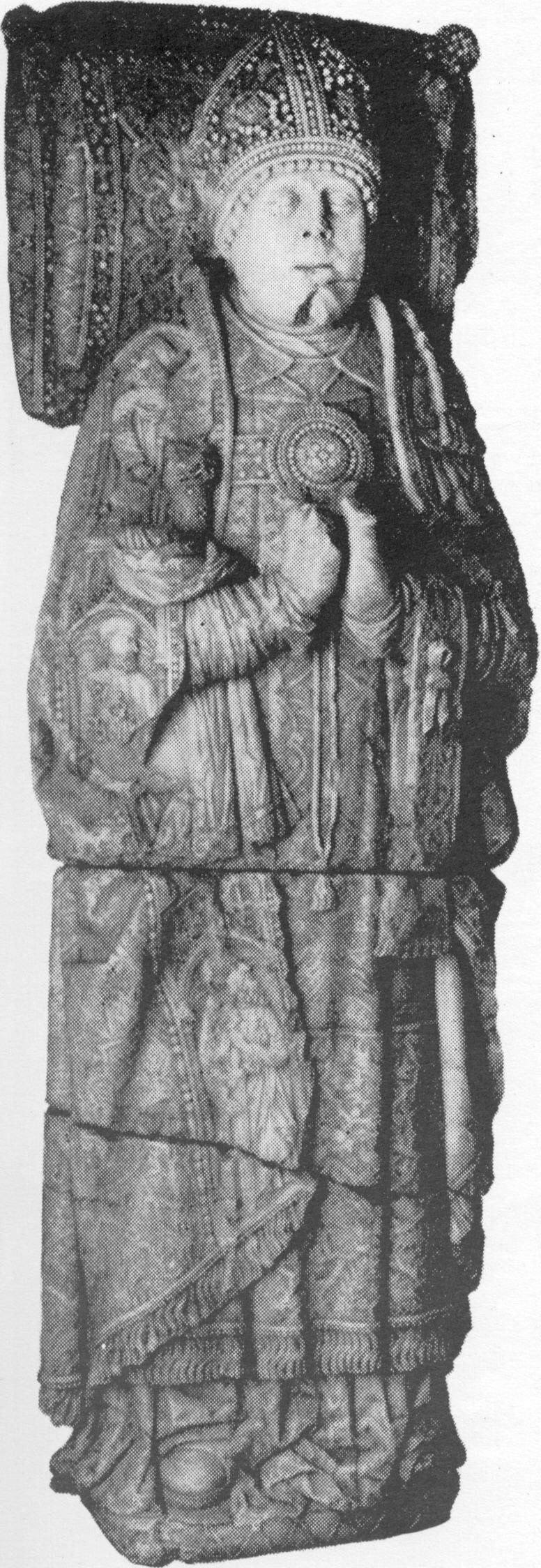
Estàtua sedent de Gutierre de la Cueva, per Vasco de la Zarza

La seva obra més important és el reraltar amb el sepulcre d'Alonso Fernández de Madrigal (1518) realitzat en alabastre. Alonso de Madrigal, destacat humanista, és representat en actitud d'escriure sobre un faristol. A la base del conjunt escultòric es representen les virtuts i damunt, en un relleu circular de gran mida, l'Adoració dels Reis. Més a dalt, al fris, es mostra la cavalcada dels Reis Mags i, rematant la composició, la Nativitat. Als quatre panys laterals, ricament ornamentats i enquadrats per senzilles portades, apareixen els quatre evangelistes en actitud d'escriure; damunt hi ha mitjacanyes amb representacions de sants i, sobre seu, diverses escenes de la vida de Crist.
Vasco de la Zarza va intervenir també en la portalada de la llibreria de la catedral, i a la decoració del baptisteri, on es representa el baptisme de Crist, amb motius heràldics, així com d'altres obres de més petita importància.
Sepulcre de María d'Àvila al cor del convent de «Las Gordillas».
Sepulcre de Juan Dávila i la seva dona a l'església del Reial monestir de Sant Tomàs.
La seva última obra documentada a Ávila, el 1522, és el sagrari de l'altar major, esculpit en alabastre, amb escenes de la Passió.
Se l'atribueixen també el sepulcre d'Hernán Núñez de Arnalte, tresorer dels Reis Catòlics, a Sant Tomàs d'Ávila i moltes d'altres obres a Ávila i d'altres localitats properes.
A la província de Segòvia:
Els sepulcres de Beltrán de la Cueva, primer duc d'Alburquerque, el de les seves tres esposes i el del seu germà Gutierre de la Cueva, bisbe de Palència i comte de Pernía a l'església del monestir de Sant Francesc de Cuéllar (Segòvia). Van ser realitzats en alabastre, ja estaven conclosos el 1524 i són considerats com una de les millors obres de l'autor. La major part del conjunt es conserva a la Hispanic Society of America (Nova York), qui presumeix de posseir un dels exemples més bells de l'escultura renaixentista espanyola que es conserven als Estats Units.
A Toledo: 
A la catedral de Toledo va esculpir el 1515 els sepulcres d'Alfonso Carrillo de Albornoz i d'Íñigo López Carrillo de Mendoza, a la capella de Sant Ildefons.
A la província de Valladolid:
Amb Alonso Berruguete va realitzar el 1523 el retaule de la capella major del monestir jerònim de La Mejorada de Olmedo. (Valladolid).